# Certain Reveries
Certain Reveries (deutsch „gewisse Träumereien“) ist ein Jazzalbum von Ben LaMar Gay. Die 2020 entstandenen Aufnahmen erschienen am 11. November 2022 auf International Anthem Recording Company.

## Hintergrund
Die Musik wurde als ein einziges längeres Werk konzipiert, das Gay für sich und den Perkussionisten Tommaso Moretti entwickelt hatte, und wurde als Livestream im Rahmen des EFG London Jazz Festivals im November 2020 mit einem begleitenden Film präsentiert, der Gay allein in seiner Wohnung in Chicago zeigt. Gay spielte Elektronik, Synthesizer und Kornett, in Zusammenarbeit mit Tommaso Moretti.
Im Begleittext zu „Certain Reveries“ sei von „Lagosian memories“ die Rede, die ebenfalls in die Musik eingeflossen sind, notierte Tobias Lehmkuhl. Den vielfach gebrochenen, elektronisch zerstückelten und verzerrten Klang einer afrikanischen Megacity meint man vor allem in dem Track mit dem rätselhaften Titel „You Ain’t Never Lied“ auszumachen: Schreien, Brüllen, zerschredderte Muezzinrufe. Nach Ansicht des Autors finde man auf Certain Reveries gleich zu Anfang des zweiten Stücks eine Verbeugung vor der (2022 verstorbenen) Trompeterin Jaimie Branch; Ben LaMar Gay eröffnet „Parade Debris“ mit einer Kornett-Fanfare, wie sie als Motiv auch in Branchs erstem Fly or Die-Album immer wieder auftaucht.

## Titelliste
- Ben LaMar Gay: Certain Reveries (International Anthem Recording Company IARC 0063)[2]

1. You Ain’t Never Lied 6:24
2. Parade Debris 3:34
3. To Be Behaved Upon 2:32
4. Salt Air 4:48
5. Lingering Orb 11 3:47
6. The Bioluminescence of Nakedness 8:50
7. Warmth Be Unto You 4:12
8. Drunkard's Path 3:46
9. Skin 9:12
10. Água Futurism 11:36
11. New Tongues Tell Old Fibs 6:23

Die Kompositionen stammen von Ben LaMar Gay.

## Rezeption

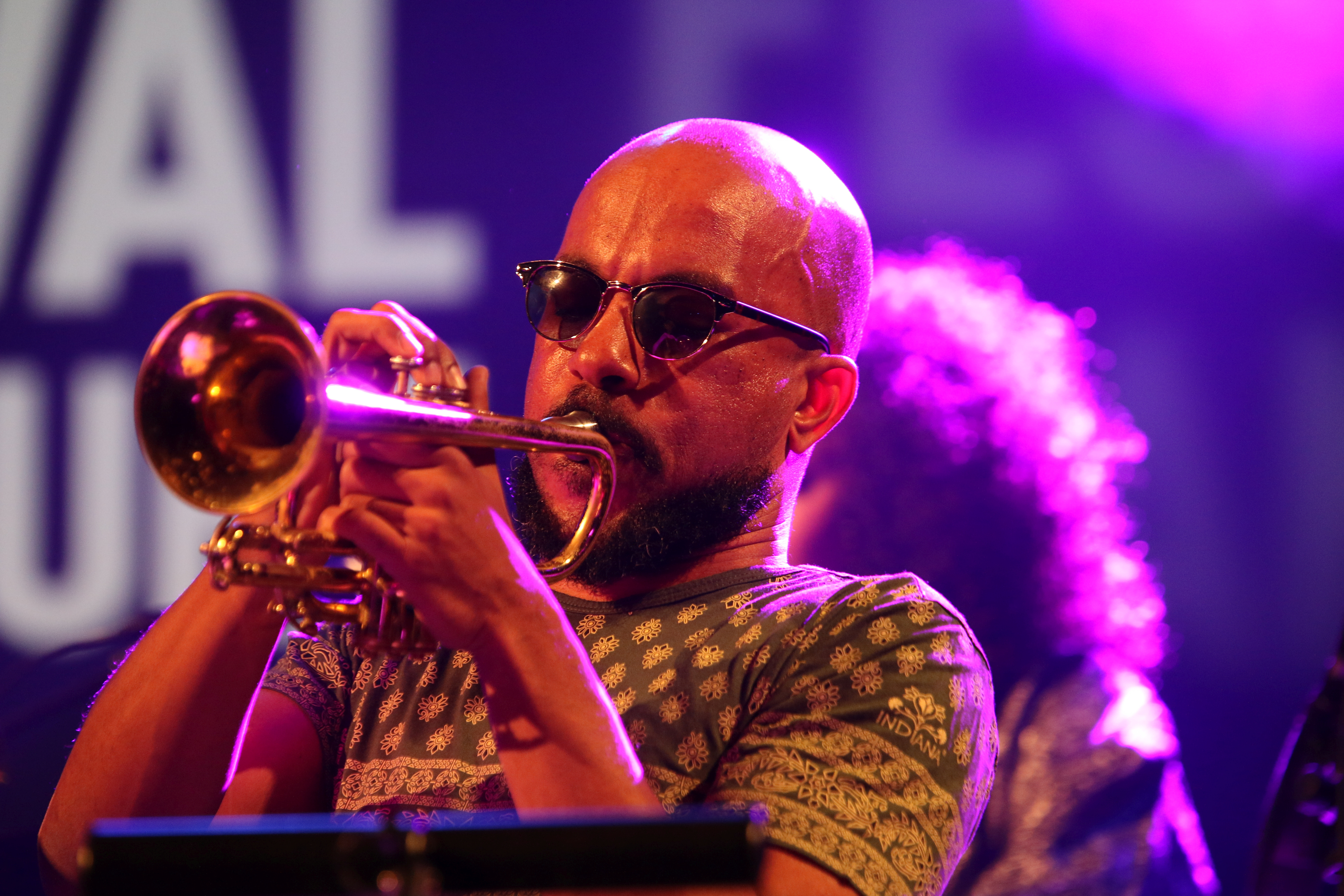
Ben LaMar Gay beim Deutschen Jazzfestival 2015 mit AACM Now Generation

Der in Chicago lebende Ben LaMar Gay macht Musik, die [gleichzeitig] streng und weitläufig sei, schrieb Martin Johnson in JazzTimes. Wie viele Musiker seiner Generation begegne er Genregrenzen mit einer an Verachtung grenzenden Art. Seine Musik bewege sich anmutig durch Jazz, Post-Rock, brasilianischer Musik, Live-Elektronik und etwa ein halbes Dutzend anderer Stile, jedoch ohne wie ein Reflex zu klingen. Certain Reveries würde mit elektronisch veränderter Musik beginnen, die auf „You Ain’t Never Lied“ wie Field Recordings klinge. Dann wechsle es zu Schlagzeug-Kornett-Duetten auf „Parade Debris“. Gays Kornett erinnerte an die puckhafte Präzision von Lester Bowie mit einer kleinen Portion von Wadada Leo Smith’ [Art und Weise der] Selbstbeobachtung. Bei „The Bioluminescence of Nakedness“ und „Agua Futurism“ würden die beiden Herangehensweisen sehr schön konvergieren und sowohl Tiefe als auch Eleganz demonstrieren. Insgesamt etablierten die Aufnahme und ihre jüngsten Vorgängeralben Open Arms to Open Us und East of the Ryan Ben LaMar Gay als eine weitere ehrgeizige Figur in einer Chicagoer Musikszene, die sich für unerbittliche Innovationen einsetze.
LaMar Gay wird einzig von Tommaso Moretti begleitet, einem ungewöhnlich melodiösen Schlagzeuger, dem es weniger um ein rhythmisches Fundament gehe, auf dem sich sein Partner bewegen kann, als um eine perkussive [Klang-]Architektur, die den Stücken einen Rahmen gibt, schrieb Tobias Lehmkuhl in der Frankfurter Allgemeinen Zeitung. LaMar Gays Kornett-Sound setze auf die Wärme und Rauheit des Instruments, auf vermeintlich unsaubere Töne. Neben Louis Armstrong stehe hier nicht Miles Davis, sondern Don Cherry Pate, wenn auch wiederum LaMar Gays Synthesizer-Spiel in „Skin“ oder „The Bioluminescence of Nakedness“ an Keith Jarretts und Chick Coreas gemeinsame E-Piano-Orgien erinnern würde, wie sie sie während der Miles-Davis-Konzerte der frühen 1970er-Jahre gefeiert hätten.
Nach Ansicht von Olaf Maikopf (Jazz thing) habe Ben LaMar Gay das Publikum mehr als eine Stunde lang durch gespenstische Traumlandschaften geführt. Die bei dieser bemerkenswerten Performance zu hörenden akustischen Kornett-Schlagzeug-Improvisationen seien in eine Erzählung mit elektronischen Drones, Rhythmen und Themen eingebettet, die den Hintergrund für LaMar Gays idiosynkratischen Gesang und Shouting bilden würden. Gays musikalischer Erfindungsreichtum und seine Kreativität würden keine Grenzen kennen, dennoch gelinge es ihm, dies in eine sehr kohärente musikalische Aussage zu packen, die überwältigend, tief spirituell, fesselnd oder einfach auch nur lustig sein kann.
Der ursprüngliche Stream von Certain Reveries sei offensichtlich ein COVID-19-Pandemie-Kunstwerk gewesen, bis hin zu einem Kurzfilm-Zwischenspiel, schrieb Hannah Edgar (Chicago Reader). Die Audioversion würde die Performance etwas abstrahieren, obwohl ihr verheerender Kontext immer noch nah sei. Gays klagende Sätze in „Skin“ klängen, als kämen sie hinter einem Vorhang hervor; und tatsächlich trugen er und Moretti bei dieser Gelegenheit vor der Impfung Masken, weil sie auf engstem Raum zusammen auftraten. Wenn man sich nur das Album anhöre, werde man nicht in der Lage sein, den bezaubernden Anblick von Gays wirbelnden Lichtern unter seinem Umhang wie ein gruseliger Feuertänzer zu genießen. Aber in „Água Futurism“ könne man die Befreiung laut und deutlich in seinen unheilvollen Kornettsoli und Morettis Trommeln hören, die zunächst zuversichtlich klingen, bevor sie in ein zartes Flattern abfallen. „Tod und Leben verschränken die Unterarme, nicht um zu ringen, sondern um noch einen Tanz zu machen.“